# Adesmobathra
Adesmobathra là một chi bướm đêm thuộc họ Geometridae.